# Région polynésienne
Localisation
La région polynésienne est une des 35 phytodivisions définies par Armen Takhtajan dans son ouvrage Floristicheskie oblats Zemli (Les Régions floristiques du monde). Cette phytorégion fait partie du royaume Paléotropical.
Elle est composée de 120 îles océaniques tropicales de la Polynésie française, qui couvrent une surface terrestre de 3 430 km2.
La flore est constituée par trois types de végétation naturelle : la végétation littorale, forestière et d’altitude.

## Facteur

### Localisation
La Polynésie française se situe dans l’océan pacifique et comprend 120 îles se trouvant entre 7° et 28° de latitude sud et 134° et 155° de longitude ouest. Ces îles sont regroupées en cinq archipels, Australes, Marquises, Gambier, Société et Tuamotu.

### Géographie
Les îles de Polynésie Française ont une superficie terrestre d’environ 352 000 ha et sont diversifiés en quatre atolls soulevés, deux îles volcano-karstique et en trente-cinq îles volcaniques hautes et îlots rocheux. Tahiti, la plus grande île a une taille de Modèle:Unité104500, est la plus peuplée, et possède le plus au sommet, le mont Orohena qui culmine à 2 241 m.

### Climat
Les archipels Australes et Gambier situés entre 24 et 28° de latitude sud ont un climat variant de subtropical à tempéré, qui découle de température fraiche, de précipitation forte, de vents fort et d’un faible ensoleillement annuel. Les archipels Marquise, Société et Tuamotu possèdent un climat tropical humide plus chaud et avec un meilleur ensoleillement.

## Flore de Polynésie
Résultat de son jeune âge géologique et de son isolement géographique par rapport aux grands continents, mais aussi entre les archipels et les îles, la Polynésie, avec ses 900 plantes vasculaires indigènes dont 550 angiospermes, est assez pauvre en espèces végétales. Elle possède cependant un grand taux d’endémisme atteignant 63 %, avec même 72 % chez les angiospermes.

### Flore endémique
Grâce à la grande distance qui sépare la Polynésie des continents, de nombreuses espèces endémiques sont apparues à partir d’espèces fondatrices, avec parfois de spectaculaire radiation évolutive. Il existe des espèces endémiques restreintes à un archipel, une seule île au sein de l’archipel, ou même à une région donné à l’intérieur d’une île.

## Végétation
Dans les six principales formations végétales primaires ou naturelles de Polynésie française, nous pouvons distinguer les végétations azonales et zonales.

### Végétation azonale
La végétation azonale, qui n’est pas liée aux facteurs climatiques, est composée d’une végétation littorale sur sables ou sur rocher, et de zones humides où poussent des végétations et forêts marécageuses, des submangroves et des ripisylves. On remarque également des forêts supra-littorales, des forêts d’atoll et des forêts sur plateaux calcaires soulevés.

### Végétation zonale
On trouve une grande variété d’écosystèmes forestiers, résultant de la diversité des conditions pluviométrique et thermique des îles. 
À basse altitude se trouvent des forêts sèches et semi-sèches. Situées entre basse et moyenne altitude se trouvent les forêts mésophiles, ainsi que les forêts humides de vallée. Plus haut se trouvent les forêts humides de montagne ou « forêts de nuages ».
Les hauts sommets sont dominés par la végétation subalpine.

## Végétation de différentes zones

### Végétation des atolls
L’atoll est la partie émergée d’un ancien volcan englouti par les eaux, la partie terrestre n’est donc plus constituée que par la couronne du cratère de ce dernier. La végétation va pousser sur trois types de sol fragile et peu fertile : les sols peu évolués, les rendzines humifères et les sols semi-tourbeux. Le climat y est chaud (23−27 °C), il pleut peu mais régulièrement, les alizés du sud-est soufflent toute l’année et des dégâts importants peuvent être causés par d’assez rares cyclones ou raz de marée.
La flore présente peut varier entre 20 et 70 espèces selon l’atoll.
Les successions végétales suivantes sont nommées depuis celles du côté océanique jusqu’à celles bordant le lagon :
Végétation buissonnante exposée aux vents et aux embruns salins
- Argusia argentea , Boraginaceae, arbre
- Boerhavia tetrandra , Nyctaginaceae, herbe
- Ipomoea pes-caprae, Convolvulaceae, liane
- Lepturus repens, Poaceae, herbacée
- Scaevola sericea, Goodeniaceae, arbrisseau
- Suriana maritima, Surianaceae, arbuste

Un peu plus en arrière
- Casuarina equisetifolia , Casuarinaceae, arbre
- Hedyotis romanzoffiensis, Rubiaceae, arbrisseau
- Pandanus tectorius, Pandanaceae, arbre

Une forêt domine à l’intérieur de l’atoll
- Barrington asiatica, Barringtonaceae, grand arbre
- Calophyllum inophyllum , Clusiaceae, grand arbre
- Cocos nucifera, Arécaceae, grand arbre
- Cordia subcordata, Boraginaceae, arbre
- Hernandia nymphaeifolia, Hernandiaceae, grand arbre
- Pandanus tectorius, Pandanaceae, arbre
- Pisonia grandis, Nyctaginaceae, grand arbre

Avec un sous-bois de fougère, d’herbe, de quelques arbrisseaux et d’arbuste
- Pipturus argenteus, Urticaceae, arbuste
- Cassythia filiformes, Lauraceae, liane parasite
- Davallia solida, Davalliaceae, fougère
- Euphorbia atoto, Euphorbiaceae, arbrisseau
- Lepidum bidentatum, Brassicaceae, herbe semi-ligneuse
- Phymatosnus scolopendria , Polypodiaceae, fougère
- Tacca leontopetaloides, Taccaceae, herbacée

La végétation est plus basse près du lagon
- Argusia argentea, Boraginaceae, arbuste
- Guettarda speciosa, Rubiaceae, arbuste
- Heliotropium anomalum, Boraginaceae, herbe semi-ligneuse
- Hibiscus tiliaceus, Malvaceae, arbre
- Morinda citrifolia, Rubiaceae, arbuste
- Pemphis acidula, Lythraceae, arbuste
- Portulaca lutea, Portulacaceae, herbacée
- Thespesia populnea , Malvaceae, arbre
- Timonius forsteri , Rubiacece, arbuste
- Triumfetta procumbens, Tiliaceae, herbe rampante

Il existe également des espèces endémiques à certains atolls comme Fimbristylis cymosa (F. atollensis), un Cyperaceae présent sur Rakahanga et Sesbania coccinea subsp. atollensis var. tuamotensis, une légumineuse sur Puka Puka et Rangiroa.

### Flore vasculaire des monts Pito hiti et Orohena
Les sites des monts Orohena et Pito Hiti, se trouvant sur Tahiti dans l’archipel de Société, sont reconnus en tant que sites de conservation d’importance élevée à cause, dans un premier temps de leur grande surface de forêt naturelle humide de montagne et de la présence de végétation subalpine, puis du grand nombre d’espèces indigènes et endémiques rares, menacées et/ou protégées. 
Ils s’y trouvent un grand nombre de plantes endémiques comme :
Flore endémique de Tahiti
- Bidens orohenensis, Compositae
- Coprosma orohenensis, Rubiaceae
- Coryphopteris pubirachis var. tahitensis, Thelypteridaceae
- Cyrtandra induta, Gesneriaceae
- Cyrtandra cf. vescoi, Gesneriaceae
- Elaphoglossum sp. nov., Elaphoglossaceae
- Fuchsia cyrtandroides, Onagraceae
- Melicope sp., Rutaceae
- Meryta lanceolata, Araliaceae
- Meryta sp. (Feuilles arrondies), Araliaceae
- Meryta salicifolia, Araliaceae
- Myrsine cf. orohenensis, Myrsinaceae
- Peperomia forsbergii, Piperaceae
- Pittosporum orohenense, Pittosporaceae
- Pipturus grantii, Urticaceae
- Pipturus oreophilus, Urticaceae
- Polystichum paleatum, Aspleniaceae
- Santalum insulare var. alticola, Santalaceae
- Sclerotheca magdalenae, Campanulaceae
- Styphelia pomarae, Epacridacées

Flore endémique de l’archipel Société
- Ascarina polystachya, Chloranthaceae
- Astelia nadeaudii, Liliaceae
- Elatostema sessile, Urticaceae
- Grammitis subspathulata, Grammitidaceae
- Melicope cf. lucida, Rutaceae
- Reynoldsia verrucosa, Araliaceae
- Sticherus (syn. Gleichenia) tahitensis, Gleicheniaceae
- Thelypteris (syn. Amauropelta) grantii, Thelypteridaceae
- Vaccinium cereum, Ericaceae
- Weinmannia parviflora, Cunoniaceae

### Flore et végétation du plateau marécageux de Anaori’i
Cette zone humide unique de Polynésie française se trouve dans la vallée de Papeno’o à Tahiti. 
Une flore unique et particulière a pu se développer dans ces zones marécageuses s’étendant sur une partie des 45 hectares du plateau d’Anaori’i, s’élevant à une altitude entre 650 et 685 m.
Les principaux sols du site sont des sols hydromorphes minéraux à pseudogley ou gley. Un mauvais drainage des eaux de surface additionné à une pluviométrie de 8000 mm/an entrainent des engorgements temporaires ou permanents de faible profondeur.
La flore vasculaire primaire est composée de 42 angiospermes indigènes dont 32 sont endémiques et de 42 ptéridophytes dont 7 sont endémiques, plus 27 espèces introduites naturalisées.
Dans la flore endémique, nous avons :
Flore endémique de Tahiti
- Cyrtandra sp., Gesneriaceae
- Cyrtandra connata, Gesneriaceae
- Cyrtandra cf. taitensis, Gesneriaceae
- Glochidion grayanum, Euphorbiaceae
- Glochidion papenooense, Euphorbiaceae
- Ixora cf. orohenensis, Rubiaceae
- Pandanus papenooensis, Pandanaceae
- Psychotria sp., Rubiaceae
- Psychotria cf. speciosa, Rubiaceae

Flore endémique de l’archipel Société
- Astronidium sp., Melastomataceae
- Bidens cf. australis, Asteraceae
- Bulbophyllum tahitense, Orchidaceae
- Claoxylon taitense, Euphorbiaceae
- Cyrtandra cf. apiculata, Gesneriaceae
- Dryopteris dicksonioides, Dryopteridaceae
- Elaphoglossum cf. fejeense, Lomariopsidaceae
- Elaphoglossum cf. samoense, Lomariopsidaceae
- Elatostema sessile, Urticaceae
- Korthalsella aoraiensis, Viscaceae
- Macaranga sp., Euphorbiaceae
- Moerenhoutia plantaginea, Orchidaceae
- Myrsine sp., Myrsinaceae
- Ophiorrhiza cf. scorpioidea, Rubiaceae
- Ophiorrhiza cf. tahitensis, Rubiaceae
- Weinmannia parviflora, Cunoniaceae
- Polyscias tahitensis, Araliaceae
- Peperomia grantii, Piperaceae
- Peperomia hombronii, Piperaceae
- Phreatia sp., Orchidaceae
- Selaginella banksii, Selaginellaceae

Flore endémique de Polynésie orientale
- Dendrobium involutum, Orchidaceae
- Eria rostriflora, Orchidaceae
- Huperzia ribourtii, Lycopodiaceae
- Malaxis resupinata, Orchidaceae

Flore endémique de Polynésie française
- Cephalomanes cf. apiifolium, Hymenophyllaceae
- Dendrobium biflorum, Orchidaceae
- Microtatorchis paife, Orchidaceae
- Tmesipteris gracilis, Psilotaceae
- Wikstroemia coriacea, Thymeleaceae

La flore secondaire contient 4 plantes envahissantes menaçant la biodiversité du lieu, il s’agit de Miconia calvescens, Psidium cattleianum, Rubus rosifolius et Spathodea campanulata.

## Problématique
La forte démographie, l’urbanisation, l’assainissement, le surpâturage, la déforestation au profit des cultures, les espèces invasives introduites exercent une grande pression sur la flore locale. Ainsi, plus de 140 plantes endémiques, ou 25 % de la flore endémique, sont devenues rares, vulnérables, ou menacées d’après les listes rouges de l’Union mondiale pour la nature.
Plus la taille des îles diminue, plus l’impact de la destruction, de la fragmentation ou de la modification des milieux naturels a de grandes répercussions.

## Préservation
Le nombre d’espaces naturels protégés en Polynésie française est faible. On ne trouve que neuf sites protégés localisés dans neuf îles sur les 120 existantes, couvrant 2,3 % de la surface terrestre. 
Sur ces neuf sites, six réserves naturelles englobent des îles inhabitées et deux zones seulement se trouvent sur des îles habitées. Il s’agit du parc territorial de Te Faaiti à Tahiti couvrant 750 ha, et du parc et réserve naturelle de Vaikivi à Ua Huka, aux Marquises, d’une grandeur de 240 ha.
Ces parcs et réserves ne protègent qu’une petite partie des sites de fort intérêt écologique. Les zones possédant la végétation la plus rare et menacée de Polynésie, comme les forêts sèches, les forêts de nuages, les forêts littorales sur plateaux calcaires ou de maquis sommital, sont encore sans protection.

## Sources
- Jean-Yves Meyer, Bois et forêt des tropiques, no 291(1), éco-tourisme et aires protégées, Polynésie française, 2007.
- Jean-François Cherrier et Willy Tetuanui, Bois et forêt des atolls de Polynésie, Revu : Bois et forêt des tropiques, no 231, 1er trimestre 1992.
- Jean-Yves Meyer & Ravahere Taputuarai (Délégation à la Recherche, Ministère de l’Education, de l’Enseignement supérieur et de la Recherche) et Elie Poroi & Teva Mairau (Association te Rau Ati Ati a Taua a Hiti Noa Tu), Inventaire de la flore vasculaire des monts Pitoa hiti et Orohena : Plante indigènes, endémiques et introduites naturalisées’’, 2006-2007
- Jean-Yves Meyer, Flore et végétation du plateau marécageux de Anaori’i (vallée de la Papeno’o, Tahiti) : une zone humide unique en Polynésie française, 2009
- Julie Fraisse, Analyse de la biodiversité des forêts tropicales de moyenne altitude sur l’île de Moorea (Polynésie française) : du paysage aux communautés, 2009/2010

## Liens
- [PDF] http://www.li-an.fr/jyves/Meyer_2009_Fiche_Technique_Plateau_Anaorii.pdf
- [PDF] http://www.li-an.fr/jyves/Meyer_et_al._2007_Flore_Pito_Hiti_%26_Orohena.pdf
- [PDF] http://www.ecophyto-pic.com/IMG/pdf/07_annexe-FranceTome7-PolynesieAnnexeConservationForetsNaturellesMeyer2007-2_cle4cf6ce.pdf
- [PDF] http://bft.cirad.fr/cd/BFT_231_29-34.pdf
- [PDF] http://www.li-an.fr/jyves/Fraisse_2010_Rapport_Stage_Master_Moorea.pdf